# 13610 Lilienthal
13610 Lilienthal este un asteroid din centura principală de asteroizi.

## Descriere
13610 Lilienthal este un asteroid din centura principală de asteroizi. A fost descoperit pe 5 octombrie 1994 la Tautenburg de Freimut Börngen. Asteroidul prezintă o orbită caracterizată de o semiaxă mare de 2,39 ua, o excentricitate de 0,14 și o înclinație de 6,0° în raport cu ecliptica.